# تمام (اسم)
تمام هو اسم علم مذكر من أصل عربي، ومعناه هو جاء على صيغة المبالغة لاسم الفاعل من الفعل تم بمعنى اكتمل، والتمام المكمل الذي يجعل الأمور كاملة.

## شخصيات تحمل الاسم
- تمام الأكحل (1935 – )
- تمام الغول (وزيرة أردنية)
- تمام بن العباس بن عبد المطلب
- تمام بن عبيدة
- تمام حسان (مؤرخ مصري، 27 يناير 1918 – 11 أكتوبر 2011)
- تمام سلام (سياسي لبناني، 13 مايو 1945 – )
- أبو تمام (شاعر عربي عباسي، 804_846)
- تمام العواني (كاتب مسرحي ومخرج سوري، 1 مارس 1963 _3 يناير 2025)
- تمام بليق (إعلامي لبناني)
- تمام بن تميم التميمي (والي إفريقية)
- تمام بن علقمة الوزير (شاعر من قرطبة، 803/810 _ 896)
- تمام رعد (ساسي سوري، 1965_)

## وصلات خارجية
- موسوعة السلطان قابوس لأسماء العرب نسخة محفوظة 5 أبريل 2019 على موقع واي باك مشين.